# Итријум
Итријум (лат. yttrium) јесте хемијски елемент који има хемијски симбол Y и атомски број 39. Спада у метале  групе периодног система. То је сребрнасто светли прелазни метал, сличан лантаноидима, а често се убраја у ретке земне елементе. Итријум се готово увек налази заједно са лантаноидима у ретким земним металима и никад се у природи не може наћи као самородни елемент. Има само један стабилан изотоп 89Y, који се једини и може наћи у природи.
Карл Аксел Аренијус је 1787. године пронашао нови минерал недалеко  од села Итерби у Шведској те му дао име иттербит (гадолинит) по имену села. У Аренијусовом узорку, Јохан Гадолин је 1789. године открио итријум оксид, а Андерс Густаф Екеберг је новом оксиду да име итрија. Елементарни итријум је први пут изоловао Фридрих Велер 1828. године.
Најважнији вид употребе итријума је добијање фосфоросцентних боја, као на пример за црвену боју у старијим телевизорским екранима на бази катодних цеви (ЦРТ екрани) али и за новије ЛЦД екране. Такође се користи и у производњи електроди, електролита, електронских филтера, ласера и суперпроводника; у разне медицинске сврхе као и за додавање разним материјалима ради побољшања њихових особина. Не постоје докази да итријум има неку биолошку улогу, а излагање једињењима итријума може довести до плућних болести код људи.

## Историја
Године 1787. војни поручник и повремени хемичар Карл Аксел Аренијус пронашао је тешки црни камен у старом каменолому у близини шведског села Итерби (данас део Стокхолмског архипелага). Верујући да је пронашао нови непознати минерал који садржи, тада новооткривени, елемент волфрам, дао му је име итербит. Аренијус је тај примерак послао бројним хемичарима ради даљње анализе.
Јохан Гадолин са Универзитета Або открио је 1789. нови оксид односно земљу у Аренијусовом узорку а своју потпуну анализу објавио је 1794. године. Андерс Густаф Екеберг је 1797. године потврдио ово откриће и новом оксиду дао назив yttria.
У наредним деценијама након што је Антоан Лавоазје развио прву модерну дефиницију хемијских елемената, постојало је веровање да се земље могу редуковати до свог основног елемента, што би значило да је откриће сваке нове земље (оксида) једнако открићу елемента од којег је она потекла, што би у овом случају значило итријум.
Карл Густав Мосандер је 1843. године открио да узорци итријума садрже три оксида: бели итријум оксид (итрија), жути тербијум оксид (у то време се звало ербија што је касније промењено) и ружичасто обојени ербијум оксид (који се у то време звао тербија. Четврти оксид, итербијум оксид, је изоловао Жан Шарл Галисад де Марињак тек 1878. године. Из сваког овог оксида касније су изоловани нови чисти елементи, а сваки од њих је, на неки начин, добио име по селу Итербију, у чијој је близини каменолом где су пронађени (погледати секције историје код итербијума, тербијума и ербијума). У следећим деценијама из Гадолинове итријуме откривено је седам нових метала. Међутим, пошто је итријум био минерал, а не оксид, Мартин Хајнрих Клапрот му је дао име гадолинит у част његовог проналазача Гадолина.
Чисти метални итријум је изолован 1828. године када је Фридрих Велер загрејавао анхидратни итријум(III) hloridа са калијумом:
Све до почетка 1920-их, за овај хемијски елемент кориштен је симбол Yt, након чега је промењен у садашњи симбол Y. Године 1987. откривено је да једињење итријума итријум-баријум-бакар оксид показује особине суперпроводљивости на високим температурама. То је био тек други откривени материјал који је имао ову особину и први који има особину суперпроводљивости изнад (економски важне) тачке кључања азота. Осим овог споја, откривено је и једињење итријум паладијум бориђкарбида који је такође показао сличне особине суперпроводљивости на релативно високој температури од 23 K.

## Особине
Итријум је мек, сребрено сјајни метал, високо кристализовани прелазни метал 3. групе периодног система. Као што се и очекује по периодичном тренду, он је мање електронегативан од свог претходника у групи скандијума и мање електронегативан од следећег члана у 5. периоди цирконијума. Осим тога, његова електронегативност се може поредити са следећим елементом у 3. групи, лутецијумом, због контракције лантаноида. Итријум је први елемент d-блока у 5. периоди.
Чисти елемент је релативно стабилан на ваздуху у већим комадима због пасивизирања током којег се на његовој површини формира заштитни слој оксида Y
2O
3, слично као код алуминијума. Овај заштитни слој може досећи дебљину и до 10  када се итријум загрева на 750° у окружењу водене паре. Међутим, фино иситњени прах итријума је врло нестабилан на ваздуху. Опиљци или струготине метала се могу врло лако запалити у ваздуху већ на температури од 400 °. Итријум нитрид (YN) се формира када се метал загреје на 1000 ° у окружењу азота.
Његове хемијске особине подсећају на магнезијум. Са водом реагује веома споро градећи хидроксид.

### Сличност са лантаноидима
Сличности итријума са лантаноидима су тако велике да се он у прошлости дуго времена сврставао с њима у ретке земне елементе, увек налазио повезан с њима у ретким земним минералима. У хемијском смислу, итријум је више сличан овим елементима од свог комшије у периодном систему, скандијума, а ако би се физичке особине назначиле у односу на атомски број тада би он имао привидне бројеве између 64,5 и 67,5, што би га сврстало између лантаноида гадолинијума и ербијума.
Он често спада у исти распон реда реакција, сличан је као тербијум и диспрозијум по својој хемијској реактивности. Итријум је врло близак по величини тешким лантаноидним јонима у растворима такозване итријумске групе, а хемијски се понаша као да је један од њих. Иако су лантаноиди цели један ред испод итријума у периодном систему, сличности атомског радијуса с њима се може објаснити такозваном контракцијом лантаноида.
Једна од малобројних нешто значајнијих разлика између хемије итријума и лантаноида је то што је итријум готово искључиво тровалентан, док готово пола лантаноида има валенцију различиту од три.